# 奈良県道157号箸尾停車場線
奈良県道157号箸尾停車場線（ならけんどう157ごう はしおていしゃじょうせん）は、奈良県北葛城郡広陵町を通る、かつて存在した一般県道である。

## 概要
北葛城郡広陵町大字萱野から北葛城郡広陵町大字南に至る。
2017年（平成29年）1月13日、廃止となった。

### 路線データ
- 起点：北葛城郡広陵町大字萱野（近鉄田原本線 箸尾駅前）
- 終点：北葛城郡広陵町大字南（箸尾南交差点、奈良県道14号桜井田原本王寺線交点）

## 歴史
- 2017年（平成29年）1月13日 - 路線廃止[1]。

## 地理

### 通過していた自治体
- 奈良県
  - 北葛城郡広陵町

### 交差していた道路
| 交差していた道路             | 交差していた場所 | 交差していた場所    |
| ---------------------------- | ---------------- | ------------------- |
| 奈良県道14号桜井田原本王寺線 | 大字南           | 箸尾南交差点 / 終点 |

### 沿線
- 近鉄田原本線 箸尾駅
- 広陵町立広陵北小学校